# Prosopis alpataco

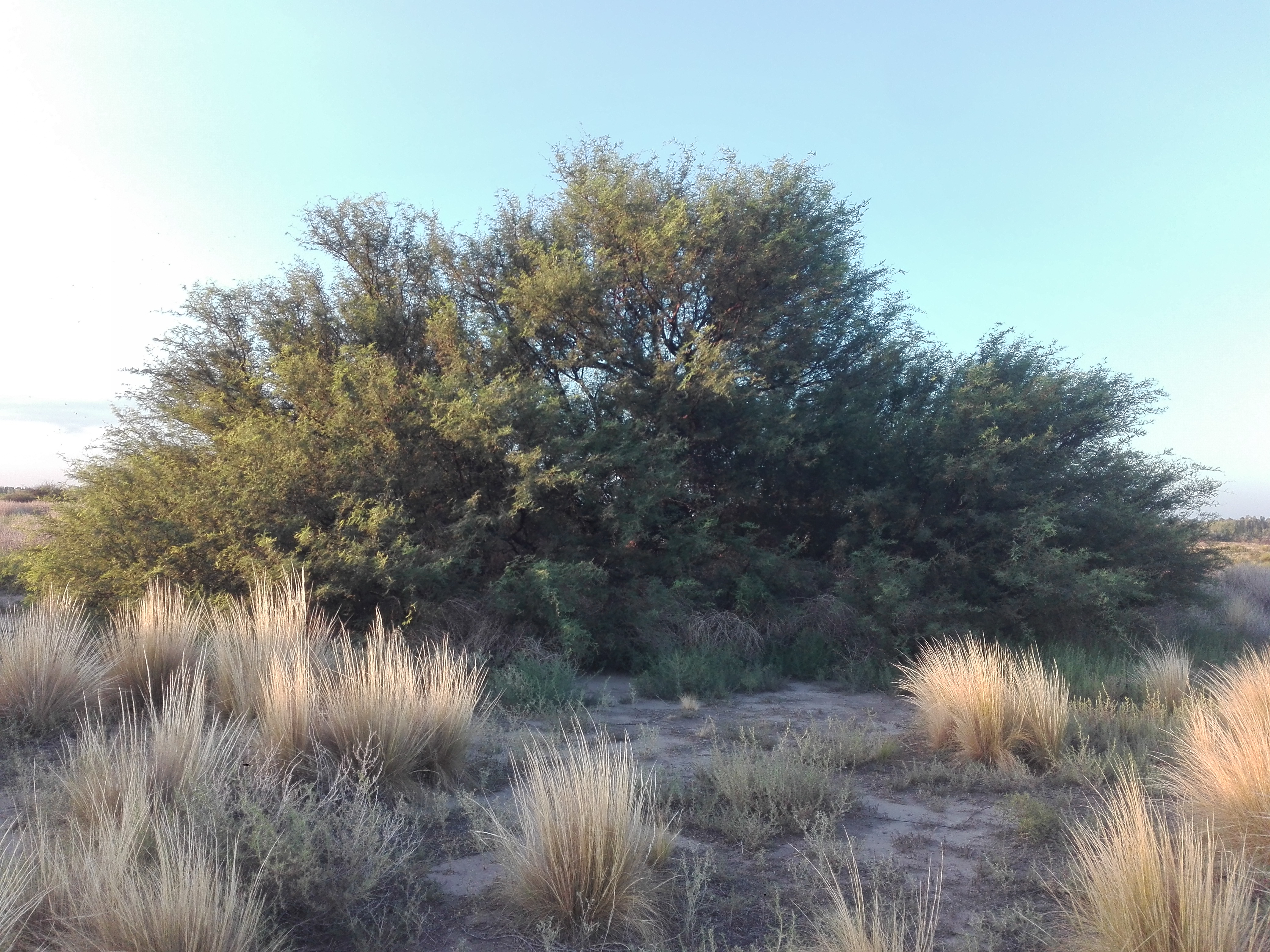
Alpataco en General Alvear, Mendoza.

El alpataco o algarroba (Neltuma alpataco) es una especie de planta leguminosa de la familia Fabaceae, típica de Sudamérica, que habita el centro oeste de Argentina, la ecorregión de Gran Chaco y zonas semiáridas del Noroeste Argentino, Cuyo y la Patagonia argentina. Se ubica entre 500 a 1850 m s. n. m.

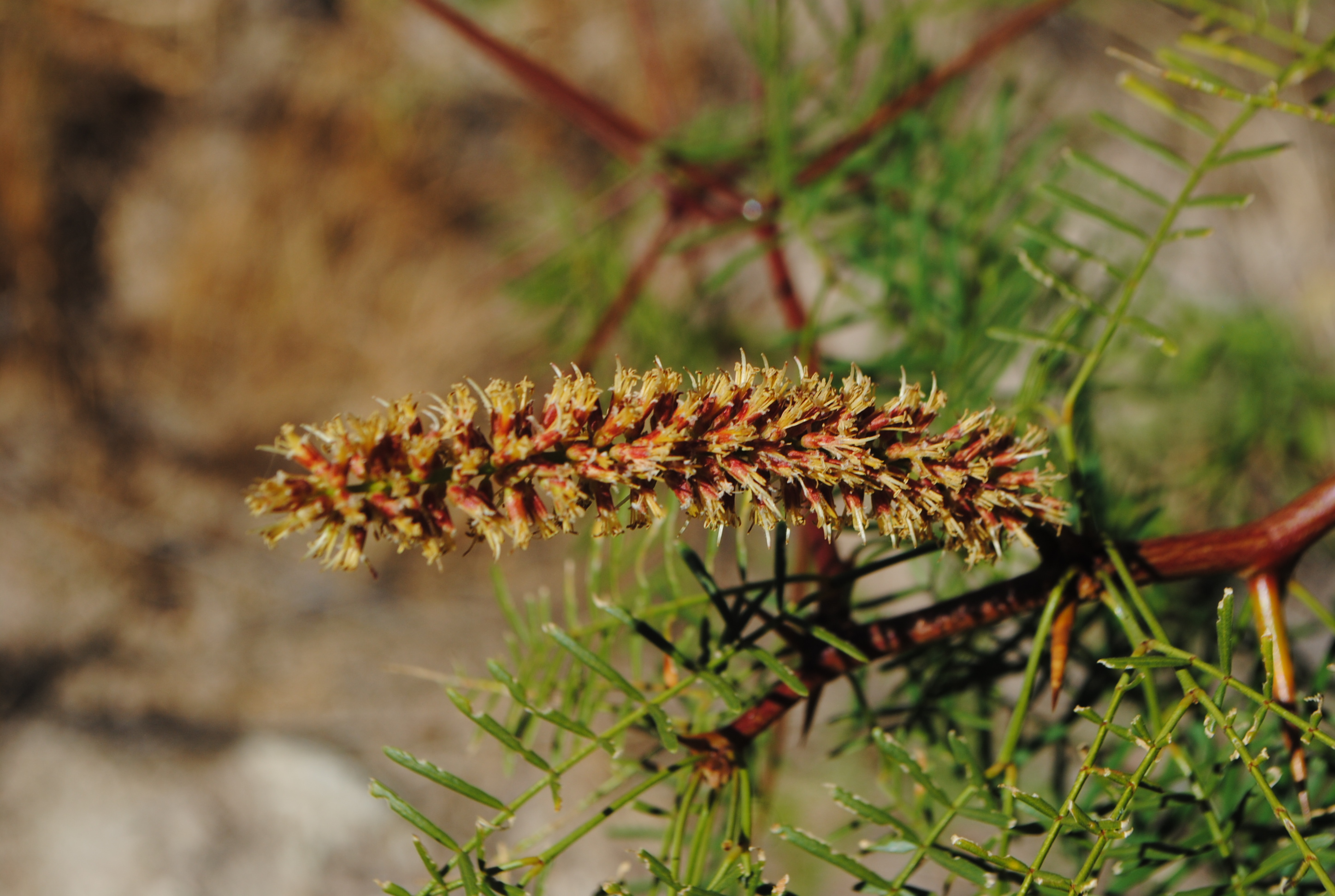
Racimo floral

## Descripción
Neltuma alpataco es un árbol medio bajo, de no más de 5 m en altura y 6 dm en diámetro, aunque raramente se encuentren árboles tan crecidos (por las talas); tronco corto, ramas largas, decumbentes; raíz central, con crecimiento vertical primero  y luego desarrolla raíces adventicias.
Espinas axilares, geminadas, 0,3–6 cm de largo, pocas veces solitarias, más generalmente en pares.  Hojas uni o raramente biyugadas, caducas, pecíolo de 0,7–9,5 cm de largo, con pinnas de 3–15 cm de largo, a menudo arqueadas cuando secas, impresas, con 9–17 pares lineales, opuestas, principalmente glabras, obtusas, con foliólulos de 0,5–1,5 cm de largo por 0,8–1,5 mm de ancho, subcoriáceos.  Las flores en racimos densos, de 6–14 cm de largo. El fruto es una legumbre lineal, de sabor amargo; entre 5mm y 6mm de espesor, recta, suturas paralelas, u onduladas y submoniliforme. De color amarillo pálido en la forma típica, pero frecuentemente violáceos, 7–17 cm de largo y 0,6–1,2 cm de ancho, con 5 mm de espesor, gran cantidad de pulpa; 8-18 artículos del endocarpo, indehiscente (Burkart (1976).
En las cercanías de Puerto Madryn y Península Valdés aparece el “algarrobito”, que no sobrepasa el 1,5 m de altura (por la permanencia y persistencia de vientos fuertes) al cual se nombra vulgarmente también como alpataco, aunque en realidad se trata de Neltuma flexuosa. En la región cuyana y patagónica, el término alpataco también se utiliza a veces para referirse a ejemplares de Neltuma flexuosa que han crecido de forma arbustiva, presentando ramas desde la base del tronco o incluso enterradas.
Característica relevante de esta especie es tener ocasionalmente ramas subterráneas, de las cuales emergen las ramas aéreas, con espinas axilares de hasta 6 cm de longitud, y de a un par por nudo, aunque también puede presentarse como árbol. Los racimos florales son densos y amarillentos o violáceos. Otro rasgo distintivo es el hecho de que mantiene aproximadamente el 30% de sus frutos aferrados a las ramas hasta por dos años. En relación con esto, su brotación es más tardía que en otras especies del género.
Tiene más tolerancia a la salinidad que Neltuma flexuosa y también, a diferencia de este, se desarrolla con normalidad en suelos arcillosos.

## Usos
Árbol ornamental (urbano y de cortina rompeviento). Su madera, densa (densidad = 0,76), difícil de trabajar, usada para puertas y pisos, parqués, partes de zapatos, cascos de vino. La madera responde bien al secado, valiosa donde se requiera mantener dimensiones estables a prueba de humedad. Es muy buena para uso exterior.
El árbol es tolerante a sequía, sales y arena; o sea, que es extremadamente eficiente con el consumo de agua, produce la mayoría de los frutos en años de sequía, y ha sido exitosamente introducido en regiones áridas. No tiene buena tolerancia a heladas.
En Argentina es una especie muy común en los pastizales naturales, y muy raramente es consumida por el ganado doméstico, por lo que su valor como forrajera es escaso. Posee un sistema radicular extremadamente desarrollado por lo que es muy laborioso extraerlo cuando se quiere sistematizar tierras para cultivo.
Su madera es menos duradera que la de Neltuma flexuosa y su leña también es de menor calidad al consumirse más rápidamente. Sus raíces se utilizan en sillas y otros muebles por ser muy maleables.
El nombre alpataco es de origen quechua y significa "algarrobo (taco) de piedra (alpa)".

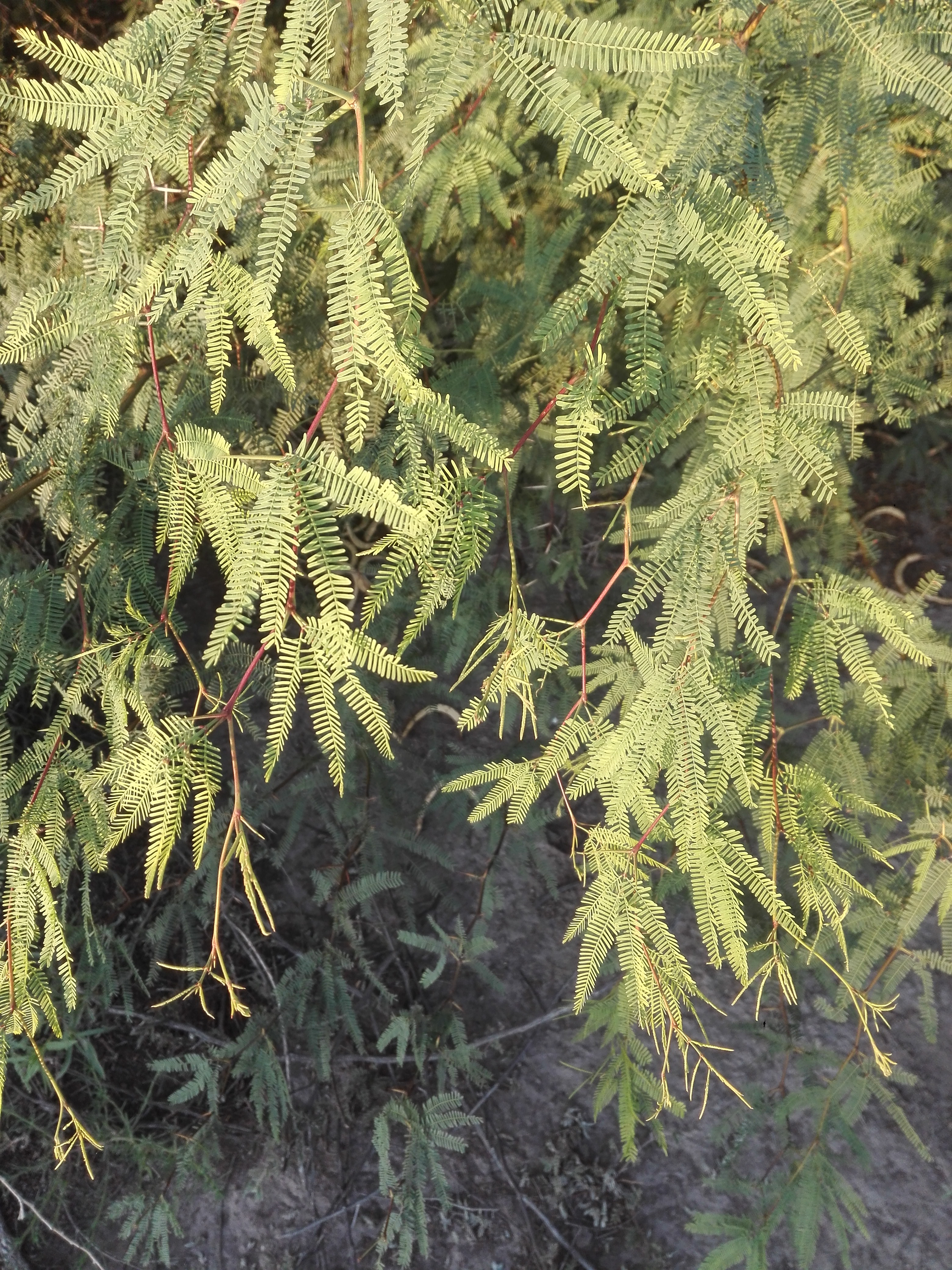
Follaje

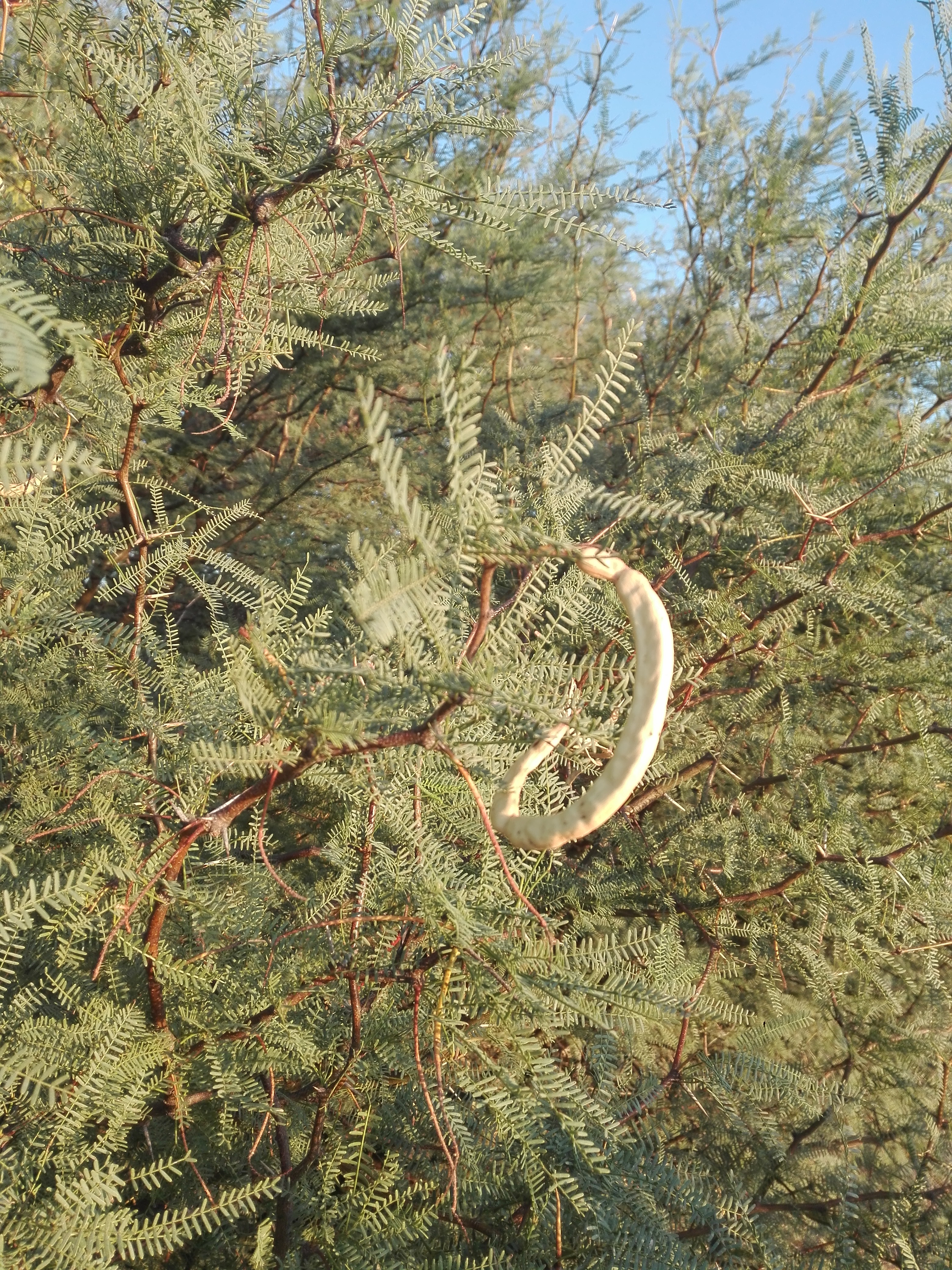

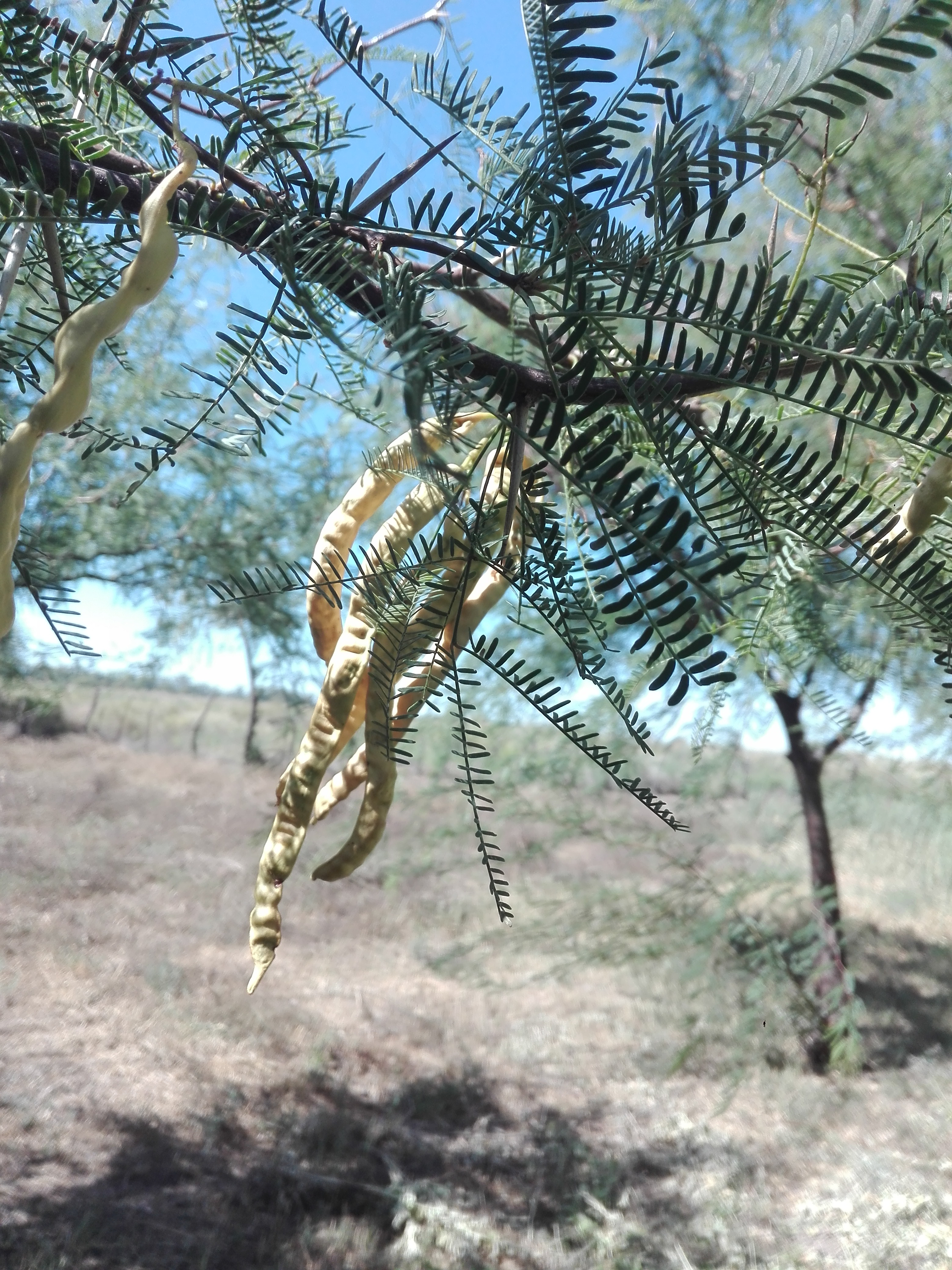

## Taxonomía
Prosopis alpataco fue descrita por Rodolfo Armando Philippi y publicado en Anales de la Universidad de Chile 21(2): 394. 1862.
Autor: Neltuma alpataco (Phil.) C.E. Hughes & G.P. Lewis
Etimología
Prosopis: nombre genérico otorgado en griego para la bardana, pero se desconoce por qué se aplica a esta planta.
alpataco:epíteto
Sinonimia
- Prosopis alba f. fruticosa (Hauman) Monticelli
- Prosopis juliflora f. fruticosa Hauman
- Prosopis stenoloba Phil.[3]